# Politique étrangère de la Slovénie
Depuis son indépendance en 1991, les gouvernements slovènes ont mis en place une politique de coopération avec leurs pays voisins et de stabilisation des Balkans et de l'Europe du Sud-Ouest. Mais les ressources de la diplomatie slovène limitent son efficacité. Dans les années 1990, la politique étrangère, surtout avec l'Italie, l'Autriche et la Croatie, provoqua des crises politiques internes.

## Représentations diplomatiques

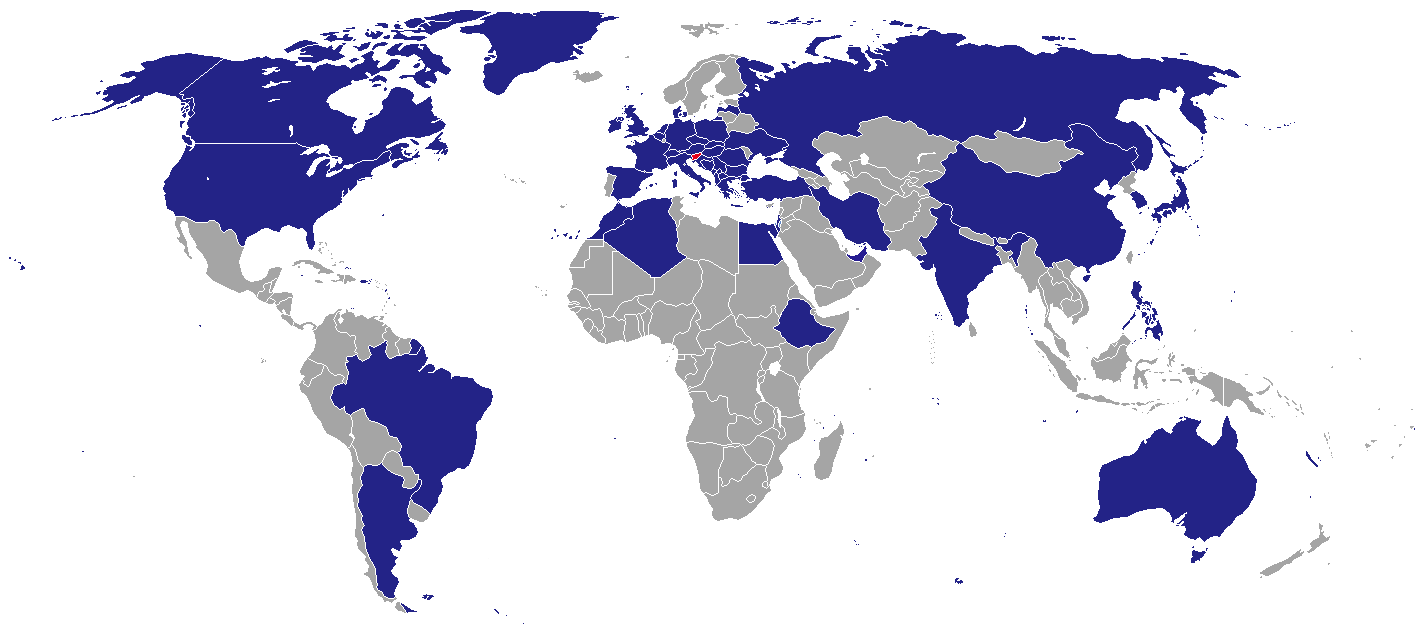
Bleu : représentations diplomatiques de la Slovénie (présence d'une ambassade ou d'un consulat). Rouge : Slovénie. Gris : absence de relations diplomatiques.